# 施泰因沙滕山

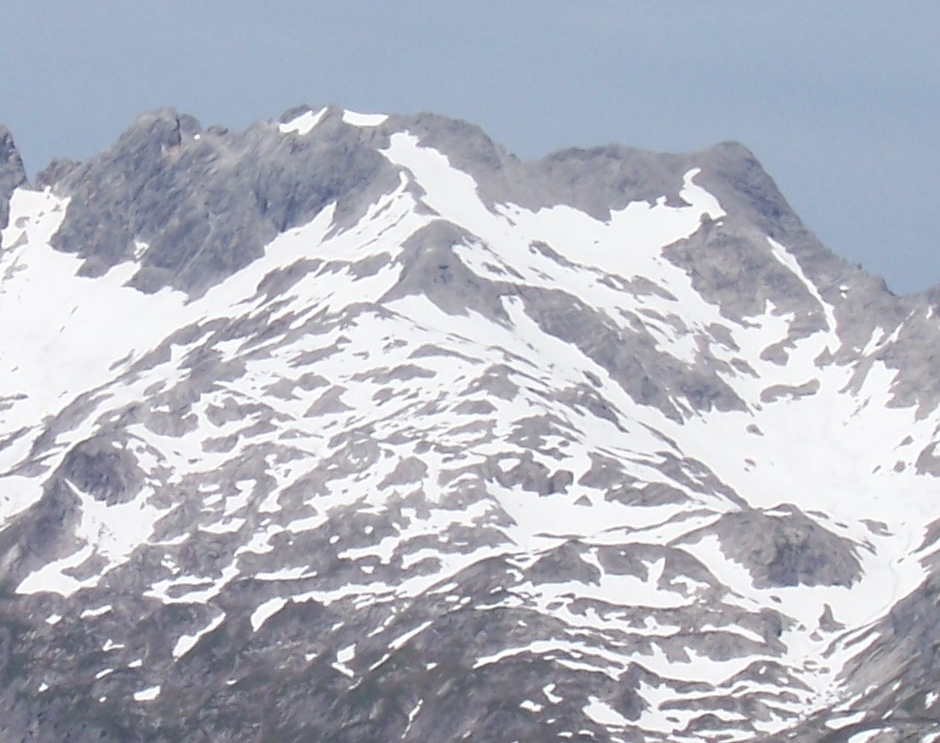

47°17′6″N 10°16′51″E / 47.28500°N 10.28083°E
施泰因沙滕山（德語：Steinschartenkopf），是奧地利的山峰，位於該國西部，由蒂羅爾州負責管轄，屬於阿爾高阿爾卑斯山脈的一部分，距離上利赫特山0.4公里，海拔高度2,615米，每年平均降雨量1,730毫米。